# Elected
Elected перший міні-альбом прогресив-метал проекту Ayreon, що належить голландському музиканту Ар'єну Ентоні Люкассену. Був виданий 25 квітня 2008 року в Німеччині, Австрії і Швейцарії, і 28 квітня в решті європейських країн. У записі альбому взяв участь німецький співак Тобіас Саммет з Avantasia і Edguy.
Міні-альбом включає кавер Еліса Купера, акустичну версію пісні «E=MC²» і композицію «Ride the Comet», обидві з альбому01011001. Четвертою композицією є фортепіанна версія пісні «Day Six: Childhood» з альбому The Human Equation. Деякі рецензенти, а також текстова інформація на CD називають міні-альбом The Universal Ayreonaut.
Альбом зайняв 69 місце в французькому чарті France Singles Top 100 і залишався на цій позиції три тижні.

## Історія
25 січня 2008 року вийшли альбоми Ayreon i Avantasia (01011001 і The Scarecrow відповідно). Скоро преса розпочала спекуляції з того чий альбом був успішніший. Коли про це запитали Люкассена, той сказав щоб був злий на Тобіаса Саммета, тому що той зумів запросити Еліса Купера, улюбленого співака Люкассена, для участі в останньому альбомі Avantasia, і що він відправив декілька запальних листів Саммету.
За збігом, Тобіас також був злим на Люкассена, через те, що той зумів запросити для участі у записі альбому Ayreon Universal Migrator Part 2: Flight of the Migrator Брюса Діккінсона (улюбленого співака Саммета); а також на ЗМІ через їх постійні запитання про його думки щодо Ayreon. Як сказав Ар'єн, вони «вирішили долити масла у вогонь, який розпалила преса», записати пісню разом. Спочатку альбом мав називатись Ayreon vs. Avantasia.

## Track listing
1. «Elected» (Еліс Купер кавер) — 3:37
2. «E=MC²» (Жива акустична радіо версія) — 3:32
3. «Ride the Comet» — 3:32
4. «Day Six: Childhood» (Фортепіанна версія) — 3:04

## Учасники
- Ар'єн Ентоні Люкассен (Ayreon) — Електрична і акустична гітара, бас-гітара, клавішні
- Ед Варбі (Gorefest) — Ударні
- Тобіас Саммет (Edguy, Avantasia) — вокал на «Elected»
- Мар'ян Велман (Elister, Autumn) — вокал на «E=MC²» і «Day Six: Childhood»
- Флор Янсен (After Forever) — вокал на «Ride the Comet»
- Том Енглунд (Evergrey) — вокал на «Ride the Comet»
- Йонас Ренксе (Katatonia) — вокал на «Ride the Comet»
- Боб Кетлі (Magnum) — вокал на «Ride the Comet»
- Магалі Луйтен (Virus IV) — вокал на «Ride the Comet»
- Юст ван ден Брук (After Forever) — фортепіано на «Day Six: Childhood»